# Pulitzer-Preis/Feature-Fotoberichterstattung
Der Pulitzer-Preis für Feature-Fotoberichterstattung (Pulitzer Prize for Feature Photography) wird seit 1968 für Fotoreportagen vergeben. Die Bilder können Schwarz-Weiß- oder Farbaufnahmen sein.
Vor 1968 gab es nur eine Preis-Kategorie für Fotos: Der „Pulitzer-Preis für Fotografie“ (Pulitzer Prize for Photography).
Heute wird der Preis in zwei Kategorien vergeben:
1. Aktuelle Fotoberichterstattung (Breaking News Photography), die bis 1999 Spot News Photography hieß
2. Feature-Fotoberichterstattung (Feature Photography)

## Preisträger

### 1968–1969
- 1968: Toshio Sakai, United Press International, für das Foto Dreams of Better Times, das US-Soldaten im Vietnamkrieg zeigt
- 1969: Moneta Sleet Jr., Ebony Magazine, für das Foto von Martin Luther Kings Witwe und Kind auf dessen Beerdigung

### 1970–1979
- 1970: Dallas Kinney, Palm Beach Post, für die Reihe Migration to Misery über Arbeitsmigranten in Florida
- 1971: Jack Dykinga, Chicago Sun-Times, für seine Fotos über Schulen für geistig Behinderte in Illinois
- 1972: David Hume Kennerly, United Press International, für seine Fotos aus dem Vietnamkrieg
- 1973: Brian Lanker, Topeka Capital-Journal, für seine Fotosequenz über die Geburt, beispielsweise das Foto Moment of Birth
- 1974: Slava Veder, Associated Press, für seine Fotos von US-amerikanischen Soldaten, die aus der Kriegsgefangenschaft in Nordvietnam zurückkehren
- 1975: Matthew Lewis, The Washington Post, für seine Farb- und Schwarzweiß-Aufnahmen
- 1976: Mitarbeiter des Louisville Courier Journal und der Louisville Times, für einen Bildbericht über Busing in Louisville
- 1977: Robin Hood, Chattanooga News-Free Press, für sein Foto eines Kriegsinvaliden und seines Kindes bei einer Parade am Armed Forces Day
- 1978: J. Ross Baughman, Associated Press, für drei Fotografien aus Rebellengebieten in Rhodesien
- 1979: Mitarbeiter der Boston Herald American, für die Fotografien des Blizzards 1978

### 1980–1989
- 1980: Erwin H. Hagler, Dallas Times Herald, für eine Serie über Cowboys
- 1981: Taro M. Yamasaki, Detroit Free Press, für seine Fotos aus dem Jackson State Prison
- 1982: John H. White, Chicago Sun-Times, für seine „durchweg exzellente Arbeit bei einer Vielzahl von Themen“
- 1983: James B. Dickman, Dallas Times Herald, für seine Fotos über Leben und Tod in El Salvador
- 1984: Anthony Suau, The Denver Post, für eine Serie von Fotos über den Hunger in Äthiopien und ein Foto einer Frau am Grab ihres Mannes am Memorial Day
- 1985:
  - Larry C. Price, The Philadelphia Inquirer, für seine Serien von Fotografien über die vom Krieg gezeichneten Einwohner Angolas und El Salvadors
  - Stan Grossfeld, The Boston Globe, für seine Serie von Fotografien über die Hungersnot in Äthiopien und seine Fotos über illegale Migranten an der mexikanischen Grenze
- 1986: Tom Gralish, The Philadelphia Inquirer, für seine Serie von Fotos über Obdachlose in Philadelphia
- 1987: David C. Peterson, Des Moines Register, für seine Fotos über die zerstörten Träume der Farmer in den USA
- 1988: Michel du Cille, The Miami Herald, für Fotos über eine Siedlung von Sozialwohnungen, die von einem Crack-Problem überrollt wurde
- 1989: Manny Crisostomo, Detroit Free Press, für seine Fotos über das Schulleben an der Southwestern High School in Detroit

### 1990–1999
- 1990: David C. Turnley, Detroit Free Press, für Fotos der politischen Aufstände in China und Osteuropa
- 1991: William Snyder, The Dallas Morning News, für seine Fotos von kranken und verwaisten Kindern, die unter unmenschlichen Bedingungen in Rumänien leben
- 1992: John Kaplan, Block Newspapers, Toledo, für seine Fotos, die die unterschiedlichen Lebensstile von sieben 21-Jährigen in den USA zeigen
- 1993: Mitarbeiter von Associated Press, für ihre Bilder vom Präsidentschaftswahlkampf 1992
- 1994: Kevin Carter, freiberuflicher Fotograf, für das Foto eines zusammengebrochenen hungernden Kindes im Sudan und eines in der Nähe wartenden Geiers
- 1995: Mitarbeiter von Associated Press, für ihre Fotos vom Völkermord in Ruanda
- 1996: Stephanie Welsh, für ihre Fotos über eine weibliche Genitalbeschneidung in Kenia
- 1997: Alexander Zemlianichenko, Associated Press, für sein Foto des auf einem Rockkonzert tanzenden russischen Präsidenten Boris Jelzin
- 1998: Clarence Williams, Los Angeles Times, für seine Bilder über die Not von jungen Kindern mit drogensüchtigen Eltern
- 1999: Mitarbeiter von Associated Press, für die Fotos von der Lewinsky-Affäre und dem zugehörigen Amtsenthebungsverfahren von Bill Clinton

### 2000–2009
- 2000: Carol Guzy, Michael Williamson und Lucian Perkins, The Washington Post, für ihre Fotos von der Not der Flüchtlinge aus dem Kosovo
- 2001: Matt Rainey, The Star-Ledger, Newark, für seine Fotos von der Genesung zweier Studenten, die bei einem Feuer an der Seton Hall University schwere Verbrennungen erlitten
- 2002: Mitarbeiter von The New York Times, für Fotos von Menschen während des Kriegs in Afghanistan und Pakistan
- 2003: Don Bartletti, Los Angeles Times, für seine Fotos von Jugendlichen aus Mittelamerika auf ihrem Weg in die USA
- 2004: Carolyn Cole, Los Angeles Times, für ihre Fotos vom Bürgerkrieg in Liberia
- 2005: Deanne Fitzmaurice, San Francisco Chronicle, für ihren Foto-Essay über die Heilung eines bei einer Explosion verletzen irakischen Jungen in einem Krankenhaus in Oakland
- 2006: Todd Heisler, Rocky Mountain News, Denver, für ihre Fotos von Beerdigung von im Irak getöteten US-Marines
- 2007: Renée C. Byer, The Sacramento Bee, für ihre Darstellung einer alleinerziehende Mutter und ihres Sohns, der an Krebs starb
- 2008: Preston Gannaway, Concord Monitor, für die Chronik des Umgangs einer Familie mit der unheilbaren Krankheit eines Elternteils
- 2009: Damon Winter, The New York Times, für seine Fotos von der Präsidentschaftskampagne Barack Obamas

### 2010–2019
- 2010: Craig F. Walker, The Denver Post, für sein Porträt eines Teenagers, der der US-Army am Höhepunkt der Gewalt im Irak beitrat
- 2011: Barbara Davidson, Los Angeles Times, für ihre Geschichte über unschuldige Opfer von Banden-Gewalt
- 2012: Craig F. Walker, The Denver Post, für seine Chronik eines Irak-Veteranen mit posttraumatischer Belastungsstörung
- 2013: Javier Manzano, Agence France-Presse, für sein Bild zweier syrischer Rebellen auf ihrem Posten
- 2014: Josh Haner, The New York Times, für sein Essay über ein Opfer des Anschlags auf den Boston-Marathon
- 2015: Daniel Berehulak, freiberuflich für The New York Times, für sein Fotos der Ebola-Epidemie in Westafrika
- 2016: Jessica Rinaldi, The Boston Globe, für ihre Fotogeschichte über einen missbrauchten Jungen
- 2017: E. Jason Wambsgans, Chicago Tribune, für seine Darstellung eines 10-jährigen Jungen, der eine Schießerei in Chicago überlebte, und seiner Mutter
- 2018: Mitarbeiter (Adnan Abidi und Danish Siddiqui) von Thomson Reuters, für Fotos über die Gewalt, der Rohingya in Myanmar ausgesetzt sind
- 2019: Lorenzo Tugnoli, The Washington Post, für Fotos über die Hungerkatastrophe im Jemen

### 2020–2029
- 2020: Channi Anand, Mukhtar Khan und Dar Yasin, Associated Press, für Fotos aus Kaschmir nach Aufhebung der Sonderstatus durch Indien
- 2021: Emilio Morenatti, Associated Press, für Fotos von der COVID-19-Pandemie in Spanien
- 2022: Adnan Abidi, Sanna Irshad Mattoo, Amit Dave, Danish Siddiqui, Reuters, für ihre Fotos von der COVID-19-Pandemie in Indien
- 2023: Christina House von Los Angeles Times, für „einen intimen Einblick in das Leben einer schwangeren 22-jährigen Frau, die auf der Straße in einem Zelt lebt – Bilder, die ihre emotionale Verwundbarkeit zeigen, während sie versucht, ihr Kind großzuziehen und letztendlich verliert.“
- 2024: Fotografen von Associated Press, für Bilder einer großen Gruppe von Immigranten auf ihrem Weg von Kolumbien zur Grenze der Vereinigten Staaten